# Блунк, Бюди
Кри́стиан (Бю́ди) Блунк (нем. Christian (Büdi) Blunck, 28 июня 1968, Гамбург, ФРГ) — немецкий хоккеист (хоккей на траве), полевой игрок. Олимпийский чемпион 1992 года, участник летних Олимпийских игр 1996 года, чемпион Европы 1991 года.

## Биография
Бюди Блунк родился 28 июня 1968 года в немецком городе Гамбург. Начал заниматься хоккеем в 1974 году. Играл за «Харвестехудер» из Гамбурга, в составе которого пять раз становился чемпионом Германии.
В конце сентября 1989 года дебютировал в сборной ФРГ.
В 1991 году в составе сборной Германии стал победителем чемпионата Европы в Париже.
В 1992 году вошёл в состав сборной Германии по хоккею на траве на летних Олимпийских играх в Барселоне и завоевал золотую медаль. Играл в поле, провёл 7 матчей, забил 2 мяча (по одному в ворота сборных Индии и Египта).
В 1996 году вошёл в состав сборной Германии по хоккею на траве на летних Олимпийских играх в Атланте, занявшей 4-е место. Играл в поле, провёл 7 матчей, забил 1 мяч в ворота сборной США.
В том же году был признан лучшим хоккеистом Германии.
Трижды был победителем Трофея чемпионов.
В 1998 году завершил игровую карьеру.
В 1989—1998 годах провёл за сборные ФРГ и Германии 196 матчей, в том числе 191 на открытых полях, 5 в помещении, забил 59 мячей.
В 1991 году основал фирму Büdis Hockey Pool и руководил спортивными магазинами до 2000 года.
В 1995 году начал карьеру журналиста. Работал обозревателем в Hamburger Morgenpost, Bild Hamburg, а также телекомментатором, в том числе на Eurosport и ARD.
Был главным тренером «Харвестехудера» в 2009—2011 годах, работал тренером женской команды клуба. В 2007—2009 годах занимал пост председателя «Харвестехудера». Летом 2019 года возглавил команду девушек клуба.

## Семья
Мать Грета Блунк (род. 1938) выступала за женскую сборную ФРГ по хоккею на траве, впоследствии была известным тренером. Отец Бюди Блунка и его сестры Беатрис умер в 1975 году.